# Paulo Ribenboim
Paulo Ribenboim   (Recife, 13 de març de 1928) és un matemàtic brasiler.

## Vida i Obra
Nascut a Recife, capital de Pernambuco, la família es va traslladar a Rio de Janeiro quan ell tenia vuit anys. Va ser escolaritzat en aquesta ciutat i el 1946 va ingressar a la universitat de Brasil (actual universitat Federal de Rio de Janeiro) en la qual es va graduar el 1948. Els anys següents va ser assistent de Maurício Peixoto a l'escola d'enginyeria fins que el 1950 va marxar a França amb una beca per estudiar amb Jean Dieudonné a la universitat de Nancy. El 1952 es va traslladar a Bonn per seguir estudiant amb Wolfgang Krull. Retornat a Brasil, el 1957 va obtenir el doctorat a la universitat de São Paulo.
En no trobar cap lloc de treball adient en el seu país, el 1959 va anar als Estats Units per a ser professor de la universitat d'Illinois a Urbana-Champaign, càrrec que va mantenir fins al 1962, quan no li va ser renovat el visat, i va marxar al Canadà on va ser professor de la universitat Queen's de Kingston (Ontario), fins que es va retirar i va passar a ser professor emèrit.
Ribenboim ha publicat més de 250 obres, entre elles 30 llibres, en els camps de la teoria de nombres i de l'àlgebra. Va ser l'editor de les Obres Escollides de Wolfgang Krull (1999). També va publicar diversos llibres divulgatius, com My Numbers, My Friends (2000), on es pregunta sobre diversos galimaties aritmètics, sobre els nombres de Fibonacci, sobre els nombres primers o sobre quina mena de nombre és {\displaystyle {\sqrt {2}}^{\sqrt {2}}}?.